# Cecil Hills, Sydney
Cecil Hills este o suburbie în Sydney, Australia.